# Joseph Roffo
Louis Joseph Roffo (ur. 21 stycznia 1879 w Paryżu, zm. 5 lutego 1933 tamże) – francuski przeciągacz liny, medalista igrzysk olimpijskich.
Pochodzący z 10. dzielnicy Paryża Roffo był uczestnikiem igrzysk olimpijskich 1900 odbywających się w jego mieście. Jako członek drużyny Racing Club de France rywalizował w przeciąganiu liny. Zdobył wówczas srebrny medal po porażce z drużyną mieszą składającą się ze Szwedów i Duńczyków.
Całe życie spędził w Paryżu. Był inżynierem sztuki i produkcji.